# 2003-as IIHF divízió III-as jégkorong-világbajnokság
A 2003-as IIHF divízió III-as jégkorong-világbajnokságot Aucklandon, Új-Zélandon rendezték április 3. és 6. között. A vb-n 3 válogatott vett részt, egy hármas csoportban.

## Résztvevők
A világbajnokságon az alábbi 3 válogatott vett részt.
| Csapat      | Kvalifikáció módja                                                                      |
| ----------- | --------------------------------------------------------------------------------------- |
| Törökország | Előző évben a divízió II A csoportjának 6. helyén végzett és kiesett.                   |
| Luxemburg   | Előző évben a divízió II B csoportjának 6. helyén végzett és kiesett.                   |
| Új-Zéland   | Rendező, előző évben a divízió II selejtezőcsoportjának a 3. helyén végzett és kiesett. |

## Eredmények
| Jelmagyarázat              |
| -------------------------- |
| Feljutott a divízió II-be. |

### Végeredmény
| Nemzet      | M | Gy | D | V | G+ | G- | Gk  | P |
| ----------- | - | -- | - | - | -- | -- | --- | - |
| Új-Zéland   | 2 | 2  | 0 | 0 | 14 | 3  | +11 | 4 |
| Luxemburg   | 2 | 1  | 0 | 1 | 7  | 10 | −3  | 2 |
| Törökország | 2 | 0  | 0 | 2 | 4  | 12 | −8  | 0 |

A mérkőzések kezdési időpontjai helyi idő szerint (UTC+12) értendők.
| 2003. április 3. | Új-Zéland | 7–1 (2–0, 2–1, 3–0) | Törökország | Auckland |

|  |  |  |  |  |
|  |  |  |  |  |
|  |  |  |  |  |
|  |  |  |  |  |

| 2003. április 5. | Luxemburg | 2–7 (1–3, 0–3, 1–1) | Új-Zéland | Auckland |

|  |  |  |  |  |
|  |  |  |  |  |
|  |  |  |  |  |
|  |  |  |  |  |

| 2003. április 6. | Törökország | 3–5 (1–1, 0–0, 2–4) | Luxemburg | Auckland |

|  |  |  |  |  |
|  |  |  |  |  |
|  |  |  |  |  |
|  |  |  |  |  |